# Нидерхозенбах
Нидерхозенбах (њем. Niederhosenbach) општина је у њемачкој савезној држави Рајна-Палатинат. Једно је од 96 општинских средишта округа Биркенфелд. Према процјени из 2010. у општини је живјело 326 становника. Посједује регионалну шифру (AGS) 7134059.

## Географски и демографски подаци
Нидерхозенбах се налази у савезној држави Рајна-Палатинат у округу Биркенфелд. Општина се налази на надморској висини од 360 метара. Површина општине износи 7,4 km². У самом мјесту је, према процјени из 2010. године, живјело 326 становника. Просјечна густина становништва износи 44 становника/km².